# Willisau Stadt
Willisau Stadt var en tidigare kommun i distriktet Willisau i kantonen Luzern, Schweiz. Den 1 januari 2006 slogs kommunen samman med Willisau Land till den nya kommunen Willisau.